# Дуе (Нор)
Дуе (фр. Douai) је насељено место у Француској у региону Нор па де Кале, у департману Нор.
По подацима из 2011. године у општини је живело 41.915 становника, а густина насељености је износила 2480,18 становника/km².

## Демографија
| 1962.  | 1968.  | 1975.  | 1982.  | 1990.  | 2011.  |
| ------ | ------ | ------ | ------ | ------ | ------ |
| 47.639 | 49.187 | 45.239 | 42.576 | 42.175 | 41.915 |